# Solitaricola bipes
Genre
Espèce
Solitaricola bipes, unique représentant du genre Solitaricola, est une espèce de copépodes de la famille des Rhynchomolgidae.

## Distribution
Cette espèce se rencontre dans l'océan Indien à 1 035 m de profondeur au large du Sri Lanka.
Ce copépode est associée au scléractiniaire Flabellum sp..

## Publication originale
- Stock, 1985 : A new poecilostomatoid copepod associated with solitary deep-water corals. Hydrobiologia, vol. 120, p. 129-132.